# Cellulärt ödem
Cellulärt ödem, cloudy swelling, är en cytologisk förändring som kan ses i viss sjuk eller skadad kroppsvävnad. 
Ödemet kan vara hydropt (vakuolärt) eller fettdegenerativt (fatty change), det senare är mer omfattande. I fettlevern ses celler med cellulärt ödem. Hos alkohol- och matmissbrukare omvandlar levercellerna alkoholen/sockret till triglycerider, d.v.s. fett. Fettet samlas i cellen i sådan mängd att dess normala funktioner rubbas och organet försöker kompensera funktionsförlusten med hyperplasi. Fettet gör att organet får en ljusare färg och vid snitt i levern kan en gul fetthinna ses på kniven/skalpellen. 